# Rona de Sus
Rona de Sus es una comuna ubicada en el distrito de Maramureș, Rumania.

## Superficie
Cuenta con una superficie de 68,30 kilómetros cuadrados.

## Demografía
Hasta 2021 la población era de 4171 habitantes, con una densidad de población de 61,07 habitantes por kilómetro cuadrado.